# Semjon Alexandrowitsch Schestakow

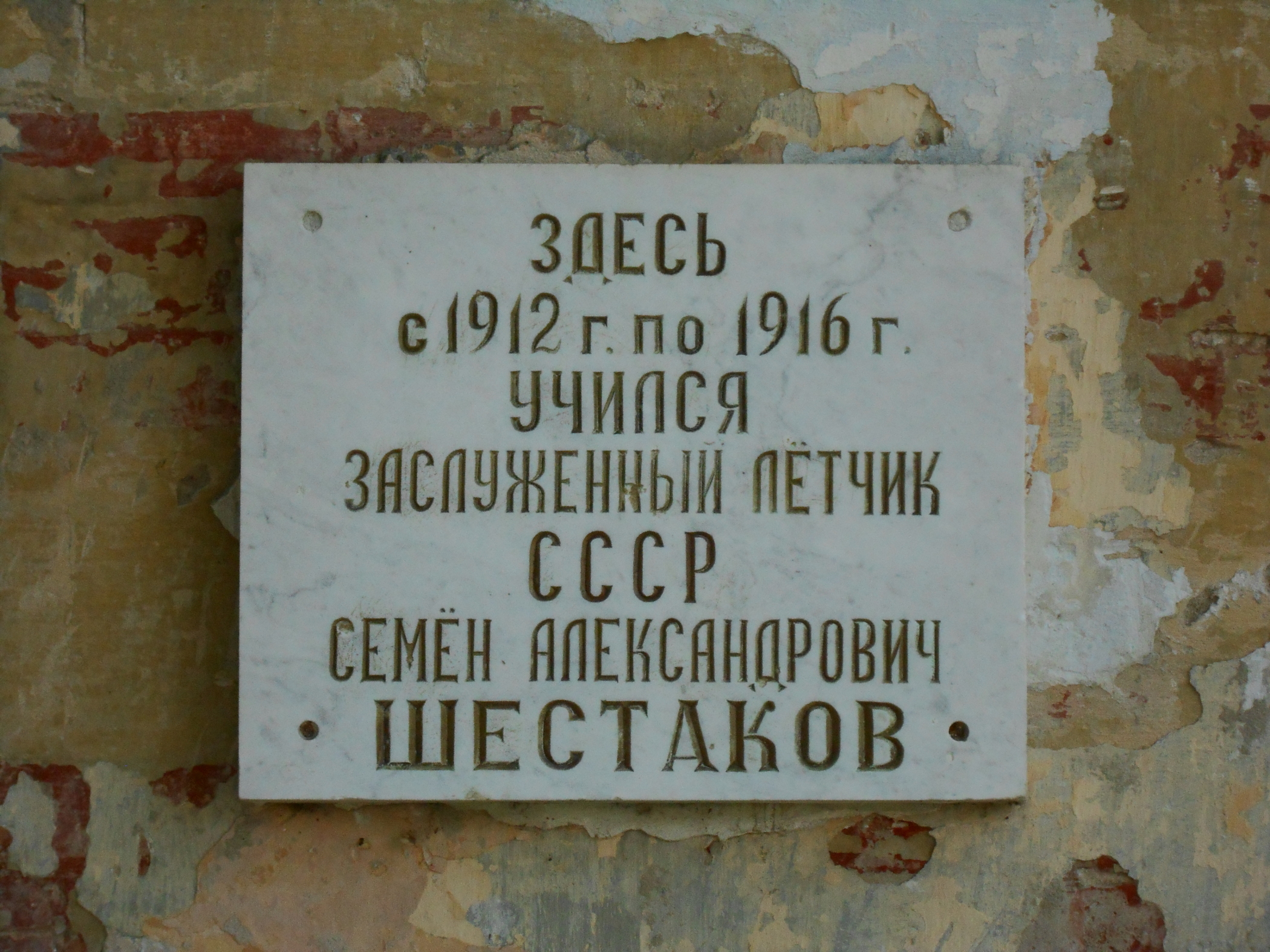
Gedenktafel am Gebäude seiner ehemaligen Realschule in Bender, die er von 1912 bis 1916 besuchte.

Semjon Alexandrowitsch Schestakow (russisch Семён Александрович Шестаков; * 9. Februarjul. / 21. Februar 1898greg. in Chițcani; † 1. August 1943) war ein russisch-sowjetischer Testpilot.

## Leben
Schestakow aus der kinderreichen Familie eines Feldschers besuchte ab August 1912 die Realschule in Bender. Im Mai 1916 ging er zu seinem ältesten Bruder Nikolai nach Sewastopol, wo er die Flüge der Schüler der Flugschule Katscha im Rajon Nachimow bewunderte. Im August 1917 wurde er zur Kaiserlich Russischen Armee einberufen. Er stand den Bolschewiki nahe und beteiligte sich an der Oktoberrevolution in Petrograd, wobei er die Telefonverbindung mit dem Smolny-Institut herstellte.
Am 23. Februar 1918 trat Schestakow in die Rote Armee ein, worauf er als Schlosser zum Luftfahrtpark der Nordflotte geschickt wurde. Er absolvierte die Jegorjewsk-Flugschule (ursprünglich die nach Beginn des Ersten Weltkriegs aus Gattschina evakuierte Petrograder Flugschule). Er wurde zum Roten Militärpiloten ernannt und war Fluglehrer der Trainingsstaffel in Moskau. Im Russischen Bürgerkrieg flog er 1922–1923 mehr als 100 Einsätze an den verschiedenen Fronten und bekämpfte auch die Basmatschi in Usbekistan und Tadschikistan.
1926 wurde Schestakow Militärpilot der Verwaltung der Luftstreitkräfte der Sowjetunion (WWS) der Roten Armee und persönlicher Pilot des Chefs der WWS-Verwaltung Pjotr Ionowitsch Baranow. Im Frühjahr 1927 gehörte er zu der Kommission, die in Leningrad die Bomber Junkers S-30 (JuG-1) für die WWS abnahm.
Vom 20. August bis zum 1. September 1927 führte Schestakow mit dem Mechaniker D. W. Fufajew mit einer ANT-3 den Langstreckenflug Moskau–Sarapul–Omsk–Nowosibirsk–Krasnojarsk–Irkutsk–Werchneudinsk–Tschita–Nertschinsk–Blagoweschtschensk–Spassk–Nanyang–Okayama–Tokio durch (zurück 10.–22. September, 21.700 km, 153 Flugstunden).
1928 schlug Schestakow seinem Chef Baranow und dem Flugzeugkonstrukteur Andrei Nikolajewitsch Tupolew vor, einen Kontinentalflug durchzuführen. Am 23. August 1929 begann Schestakow mit dem Kopiloten F. J. Bolotow, dem Navigator Boris Wassiljewitsch Sterligow und dem Bordmechaniker D. W. Fufajew mit einer ANT-4 den Flug Moskau–Tscheljabinsk–Nowosibirsk–Krasnojarsk–Irkutsk–Tschita–Blagoweschtschensk–Chabarowsk–Nikolajewsk am Amur–Petropawlowsk-Kamtschatski–Attu–Unalaska–Seward–Sitka–Seattle–Oakland–San Francisco–Chicago–Detroit–New York, wobei die Wetterbedingungen mit Stürmen und Nebel schwierig waren (Tausch Fahrwerk-Schwimmer in Chabarowsk und Seattle, 21.242 km, 141 Stunden und 53 Minuten). Bei der Ankunft am 30. Oktober 1929 gab es einen triumphalen Empfang.
Im Mai 1937 wurde Schestakow Testpilot des Flugzeugwerks Nr. 214 in Moskau und im Oktober 1937 auch des Flugzeugwerks Nr. 22 in Moskau-Fili. Nach Beginn des Deutsch-Sowjetischen Kriegs stieg er am 16. Oktober 1941 mit dem Bomber Pe-2M mit zwei M-105TK-Motoren zum Erstflug auf und überführte ihn dann mit dem Luftfahrtingenieur Anatoli Adolfowitsch Rosenfeld von Moskau nach Kasan, wohin das Flugzeugwerk Nr. 22 evakuiert wurde.
Schestakow leitete ab Oktober 1942 das 146. Jagdfliegerregiment der Südwestfront. Er nahm an den Kämpfen am Kursk–Orjol-Bogen teil. Von dem Einsatz am 1. August 1943 mit einer Jak-7B kehrte er nicht zurück. Nach einem Bericht seines am 11. November 1943 aus der Gefangenschaft entkommenen Flügelmanns N. N. Moschejew war Schestakow nach dem Abschuss mit gebrochenen Beinen in Gefangenschaft geraten und gestorben.

## Ehrungen
- Rotbannerorden (1927)[2]
- Orden des Roten Banners der Arbeit (1929)[2]